# 煙

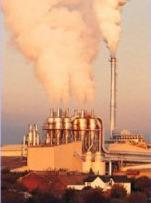
工廠裏產生的煙

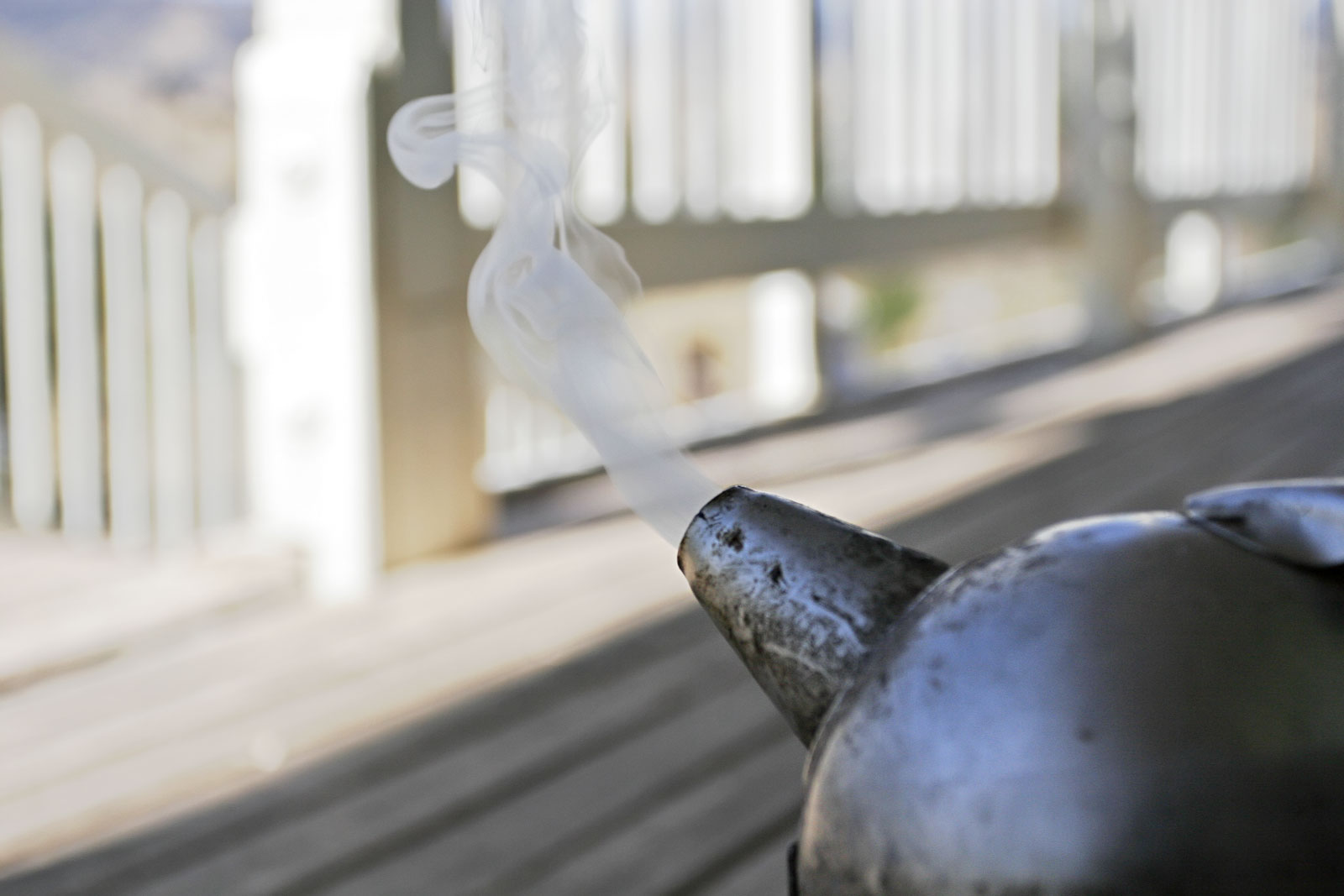
养蜂用熏箱

“请勿吸烟”标志

煙是一種物理及化學的現象。當物質燃燒，急速的化學變化，是轉化或分解出的叫做煙，有时则夹杂各种混合物。顏色的不同代表其成分，例如石油產品，塑膠燃燒產生的煙是黑色的，含水的木料燃燒生成的煙是白色的。不過，煙的顏色還有七色以上，它代表其中的成份有氯、鎂、或硫磺等，這是實驗室內常做的燃燒測試法。
烟是火常见的负面副产品（如烘箱、蜡烛、油灯、壁炉），但也可用于病虫害防治（烟熏消毒法）、军事攻防（障眼法）、熏制或吸烟。在古時，人類有用煙火作為城鎮之間的軍事傳訊之用，例如印地安人。所以，在中國歷史上的春秋戰國時代，也有烽火戲諸侯的典故。在仪式上也常用烧香的方式制造烟。烟有时被用于调味剂、或各种食物的防腐剂。烟也是内燃机尾气的一部分，特别是柴油机尾气排放。
室内火灾中受害任致死首要因素是吸入烟雾。伤害包括灼伤、吸入有毒物质、一氧化碳和氰化氢等物质伤肺致死。
烟是固体或液体的气溶胶（薄雾），类似可见光的米氏散射。效果类似三维纹理的调光玻璃，烟未必遮蔽图像，但会使其混杂。

## 化学成分
烟的成分取决于燃料的性质和燃烧的程度。
在氧气充足的高温燃烧时烟产生的不多；微粒多为灰烬，或为温度差距巨大的浓缩水气溶胶。高温也会产生氮氧化物。含硫成分会产生二氧化硫，或在不完全燃烧的情况下产生硫化氢。碳和氢气几乎完全氧化为二氧化碳和水。氧气不足的燃烧会产生各种物质，不少有毒。碳的部分氧化会产生一氧化碳，含氮的物质会产生氰化氢、氨和氮氧化合物。这也会产生氢气而非水。含卤物质，如氯（如聚氯乙烯或溴化阻燃剂中）会产生如氯化氢、光气、多氯二苯并二恶英、氯甲烷、溴甲烷和其它有机卤化物。氟化氢可以来自碳氟化合物，含氟聚合物可以来自燃烧或卤烃阻燃剂。磷和锑的氧化物和反应生成物可以来自某些阻燃剂添加剂，加剧毒性和腐蚀性。多氯联苯（PCB）的裂解，如烧老旧变压器油或其它含氯物质，会产生致癌物质2,3,7,8-四氯雙苯環二噁英和其它多氯代二苯并二恶英。含氟聚合物在氧气中裂解，如聚四氟乙烯，会产生碳酰氟（会迅速水解为HF和CO2）；其它物质，如四氟化碳、六氟丙烯也会生成，并产生剧毒的全氟异丁烯（PFIB）。
燃烧物质裂解，特别是在不完全燃烧或缺氧阴燃的情况下会生成大量烃，包括脂肪族化合物（甲烷、乙烷、乙烯、乙炔）和芳香烃（苯和衍生物多环芳香烃；如致癌物质苯并芘或惹烯）及萜烯。杂环化合物也可能会出现。更重的烃类可能会沉淀为焦油；富含焦油的烟呈黄色到褐色。烧火时出现这种烟、灰烬或褐色油腻沉淀物显示可能存在的危险，空气可能会充满可燃裂解产物，浓度超过爆炸极限，突然涌入的空气可能会导致闪燃或回燃。
含硫会导致如硫化氢、羰基硫、二氧化硫、二硫化碳和硫醇等产生；特别是硫醇会吸附在物体表面，在燃烧后产生持久气味。部分氧化所发散出的烃类会产生一系列合成物：醛类（如甲醛、丙烯醛和糠醛）、酮类、醇类（常为芳香族如苯酚、愈创木酚、丁香酚、邻苯二酚和甲酚）、羧酸类（甲酸和乙酸等）。
烟中可见颗粒物大多由碳（煤烟）构成。其它颗粒物可能包含浓缩焦油滴或固体灰烬颗粒。燃料中的金属会产生金属氧化物。无机盐颗粒也可能会出现，如硫酸铵、硝酸铵或氯化钠。煤烟表面的无机盐会使它们变得亲水。许多有机化合物，如芳香烃可能也会吸附在固体颗粒的表面上。当燃料在金属容器中燃烧时也会生成金属氧化物，如火箭燃料有铝。贫铀弹在打击目标燃烧后会产生氧化铀颗粒。磁颗粒，类似磁铁矿小球的四氧化三铁在煤烟中出现；在1860年工业革命后沉积增多。（磁性氧化铁纳米粒子也会在陨石坠入大气层燃烧时的烟雾中出现）剩磁以氧化铁颗粒记录，显示超过居里点冷却时的地球磁场；这可以用于分析天体和流行磁体颗粒的起源。飞灰主要由二氧化硅和氧化钙构成。液烃燃料的烟中会出现空心微珠。磨损产生的微小金属颗粒会出现在发动机烟气中。硅氧树脂燃烧烟雾会出现无定形氧化硅颗粒；燃烧时氧气不足会出现少量氮化硅颗粒。10纳米大小的二氧化硅粒子会团成70-100纳米聚合物，并进一步团成链。放射性粒子会出现在含铀、钍或其它放射性同位素的燃料中；强放射性粒子会出现在核事故火灾中（切尔诺贝利核事故）或核战争中。

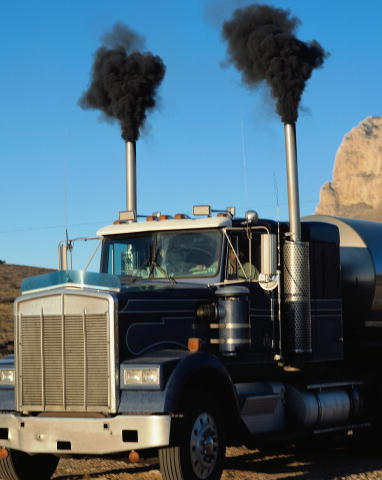
没装滤芯的柴油卡车冒黑烟

类似其它气溶胶，烟雾颗粒可以根据颗粒大小分为三类：
- 核模型（nuclei mode）的半径几何平均数在2.5–20纳米之间，很可能由碳基聚合而成。
- 累积型（accumulation mode）大小在75–250纳米之间，由核模型凝结而成。
- 粗糙型（coarse mode）大小在微米左右。

大多数烟雾颗粒为粗糙型。它们急速干沉降，烟雾在燃烧地区更远地方造成破坏的是由更小颗粒物造成的。
超越可见大小的气溶胶颗粒是物质预燃阶段的预兆。
富含氢的燃料燃烧会生成水；这导致烟夹杂水蒸气滴。在没有其它颜料的情况下（氮氧化合物等），这样的烟雾是白色云雾状。
根据烟雾排放出的物质可以窥视燃料成分。炼油厂和火电厂的燃油油会排放出钒；炼油厂也会排放出镍。燃煤会排放出铝、砷、铬、钴、铜、铁、汞、硒和铀。
在高温燃烧时的钒会形成炽热的钒酸盐液滴。这会损伤金属的保护层，导致高温腐蚀，对内燃机尤是。高温硫酸盐和铅微粒也会如此。
烟雾的一些成分是燃烧物质的特质。木质素热解产生愈创木酚及其衍生物，是木材烟雾的特色；其它的产物有紫丁香醇及衍生物，别的有甲氧基苯酚。松柏热解产生惹烯，表示山火出现。纤维素热解产生左旋葡聚糖。硬木和软木烟在愈创木酚和紫丁香醇比例上不同。机动车尾气含有多环芳香烃、藿烷、甾烷和某些芳硝基化合物（如1-硝基芘）。藿烷和甾烷对碳元素比例可以用来区分汽油和柴油发动机的尾气。
许多化合物与微粒有关；或是被吸附在表面，或是溶解在液滴里。氯化氢就被烟尘颗粒紧紧吸附着。
惰性悬浮微粒可以被夹杂在烟雾中，特别是石棉颗粒值得注意。
放射性落下灰和生物积累性放射性同位素堆积的强放射性粒子可以因山火或野火重新进入大气；切尔诺贝利核事故疏散地区就有不少污染物。
聚合物燃烧会大量冒烟。芳香族侧基，如在聚苯乙烯中会多冒烟。若芳香族在聚合物中成为主干，则会少冒烟，更可能会大量炭化。脂肪族聚合物倾向于少冒烟，但不会自动熄灭。然而，加入添加剂会大幅度增加冒烟。含磷和卤族阻燃剂会减少冒烟。聚合物之间高度交叉链接也会有类似效果。

### 可见和不可见微粒

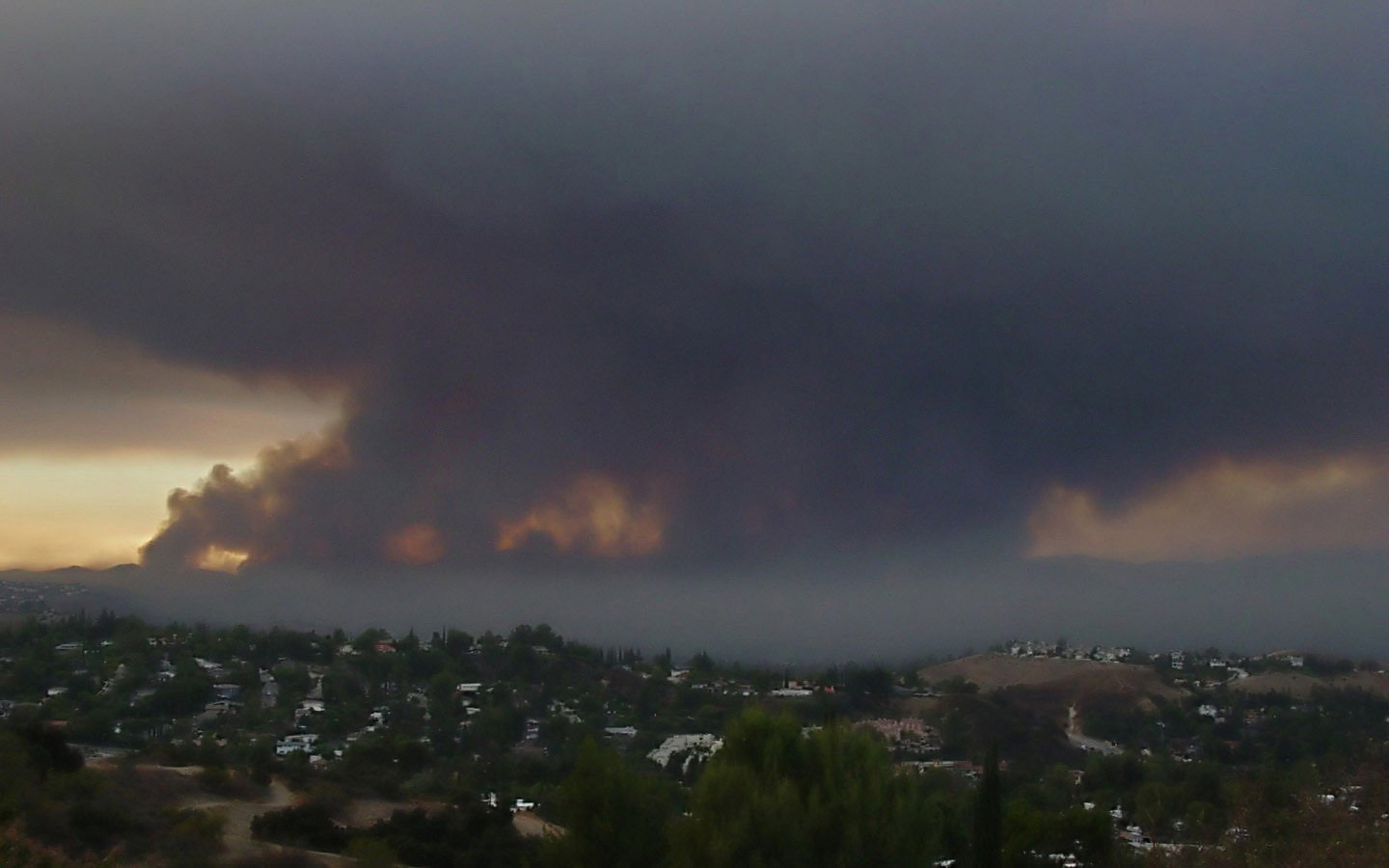
山火浓烟滚滚

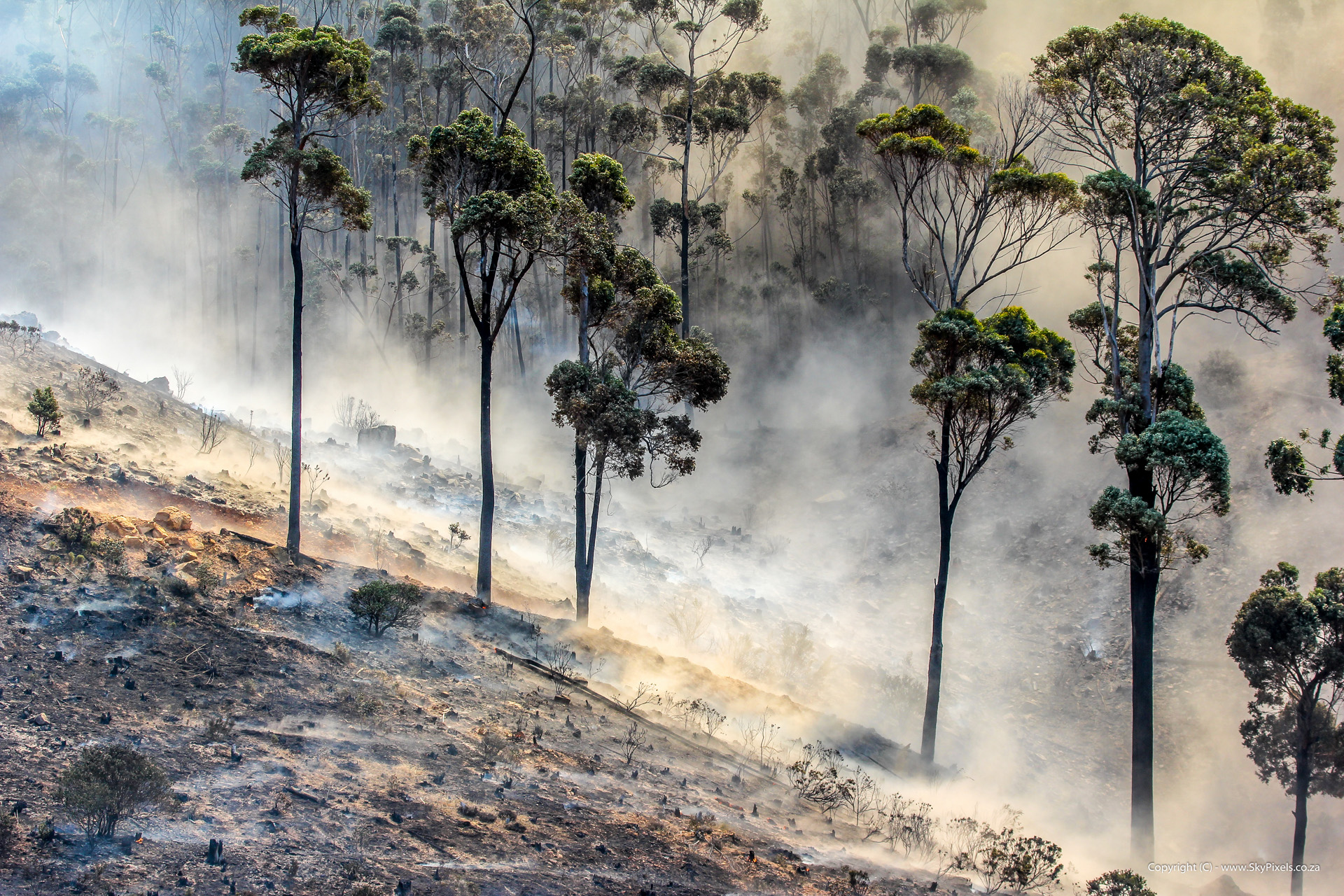
南非山火熄灭后阴燃冒烟

肉眼可以看见大于7微米的颗粒。燃烧释放的可见颗粒被称作是烟。不可见颗粒常被称作是气或雾。这个可以用烤面包来比喻。当面包被加热时，燃烧产物逐渐变大。最开始的雾是看不见的，如果烤糊了就能看见了。
电离室型煙霧探測器技术上是燃烧产物探测器，并非烟雾探测器。该探测器侦测肉眼看不见的颗粒。这就是为什么烤面包的烟雾常常触发警报，而早期阴燃却得不到警示的缘故。
典型室内失火产生的烟雾有上百种不同的化学产物。结果是烟雾产生的伤害常常大于火焰烧灼的威胁。除了烟熏所造成的物理伤害外，留下的臭味更加难以清除。一些承包商专业修复失火房屋，另一些公司则专业修复织物等。

## 危害
氧气不足时生成的烟雾富含可燃物质。这样的烟云与空气中的氧气接触时很有可能被明火或因自身温度点燃，出现如回燃或闪燃的现象。吸入烟雾很危险，会造成严重伤害或是致命。
火焰生成的烟雾中许多化合物是有毒或是刺激性的。最危险的是一氧化碳，会导致一氧化碳中毒，还有氰化氢和光气也会产生伤害。因此，吸入烟雾会迅速让人丧失能力和意识。硫氧化物、氯化氢和氟化氢与湿气接触时会生成硫酸、盐酸和氢氟酸，会腐蚀肺和器物。在睡眠时，鼻子和大脑不会感知烟雾，但如果肺部充满烟雾会刺激大脑，将人唤醒。若某人能力缺失或醉酒嗑药就另当别论。
香烟是导致肺病、心脏病及许多癌症的主要原因之一。发电厂、野火等产生的烟雾也会污染环境，但浓度一般比香烟的烟雾低很多。每天暴露在浓度880微克/立方米的PM2.5污染物中，如中国北京市，等于抽一两根烟。不过，分析很复杂，事实上环境中颗粒物的有机化合物比香烟的致癌性更高。二手烟是香烟主流和测流烟气的总和，含有超过50種致癌物。据卫生局长最新的报告：“短时间接触二手烟灰导致血小板变浓、伤害血管、减缓冠状动脉血流量、降低心脏可变性、增加犯心脏病的潜在风险”。美国癌症协会将“心脏病、肺炎、哮喘、中耳炎、低出生体重”列在吸烟危害表里。

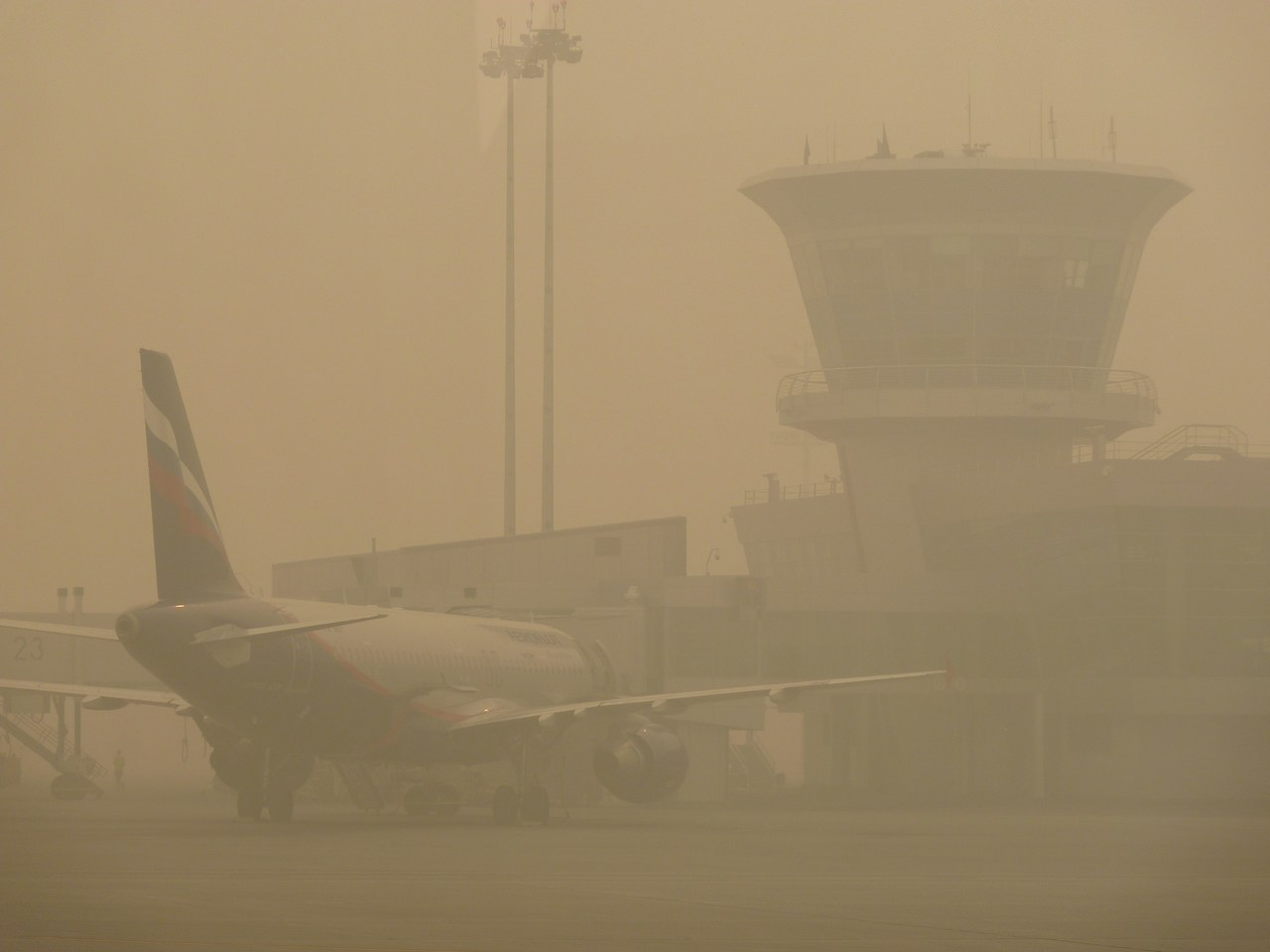
山火导致谢列梅捷沃国际机场乌烟瘴气，2010年8月7日

烟雾会阻碍视线，妨碍逃生。马萨诸塞州伍斯特冰库火灾中浓烟障目导致消防员无法及时撤离。由于每层外观都差不多，浓烟使得消防员晕头转向。

### 腐蚀
烟中有一系列烈性化学物质，如含卤素塑料和阻燃剂会产生盐酸和氢溴酸，碳氟化合物阻燃剂裂解产生氢氟酸，含硫物质燃烧产生硫酸，硝酸在高温下产生一氧化二氮，含磷和锑的阻燃剂或物质会释放磷酸和锑。该腐蚀不但伤害建筑物，而且也会伤害精细结构，特别是微电子设备。腐蚀印制电路板会使得烈性化学物质穿透版面，或是在烟熏下逐渐磨损，让元件未老先衰，这可以持续很长时间。许多烟雾物质是导体；在电路板上覆盖一层导电层会串扰并磨损控制元件，甚至短路或完全失控。电触头也会受表面腐蚀的干扰，受到烟灰沉积和其它导电颗粒及非导电颗粒覆盖层的影响。沉积颗粒会阻碍或吸收光束，严重影响光电设备性能。
烟雾腐蚀性可以由腐蚀指数 （corrosion index）测定，即物质损耗率（埃/每分钟）对气态物质（克）每单位空气量（立方米）。该指数可以将金属条放入测试管道，暴露在燃烧排放物质流当中测定。含有卤素和氢（聚氯乙烯、聚烯烃及卤族添加剂等）的聚合物腐蚀指数最高，燃烧与水直接形成了酸；只含有卤素的聚合物（如聚四氟乙烯）指数相对较低，在潮湿情况下才形成酸；不含卤素的物质（聚烯烃、木材）指数最低。然而，一些不含卤素的物质也能释放出大量腐蚀性物质。
烟雾对电子设备的伤害能比火焰本身还要严重。线路失火也需要特别注意；低烟无卤物质适合做线路绝缘材料。
任何物质或结构表面接触烟雾时，就会沾染其中的化学物质。化学腐蚀会导致物质或结构迅速分解。一些物质或结构易于吸收这些化学物质，这就是为什么织物、裸露表层、水、烟筒、木头等在火灾后需要更换的缘故。

## 度量

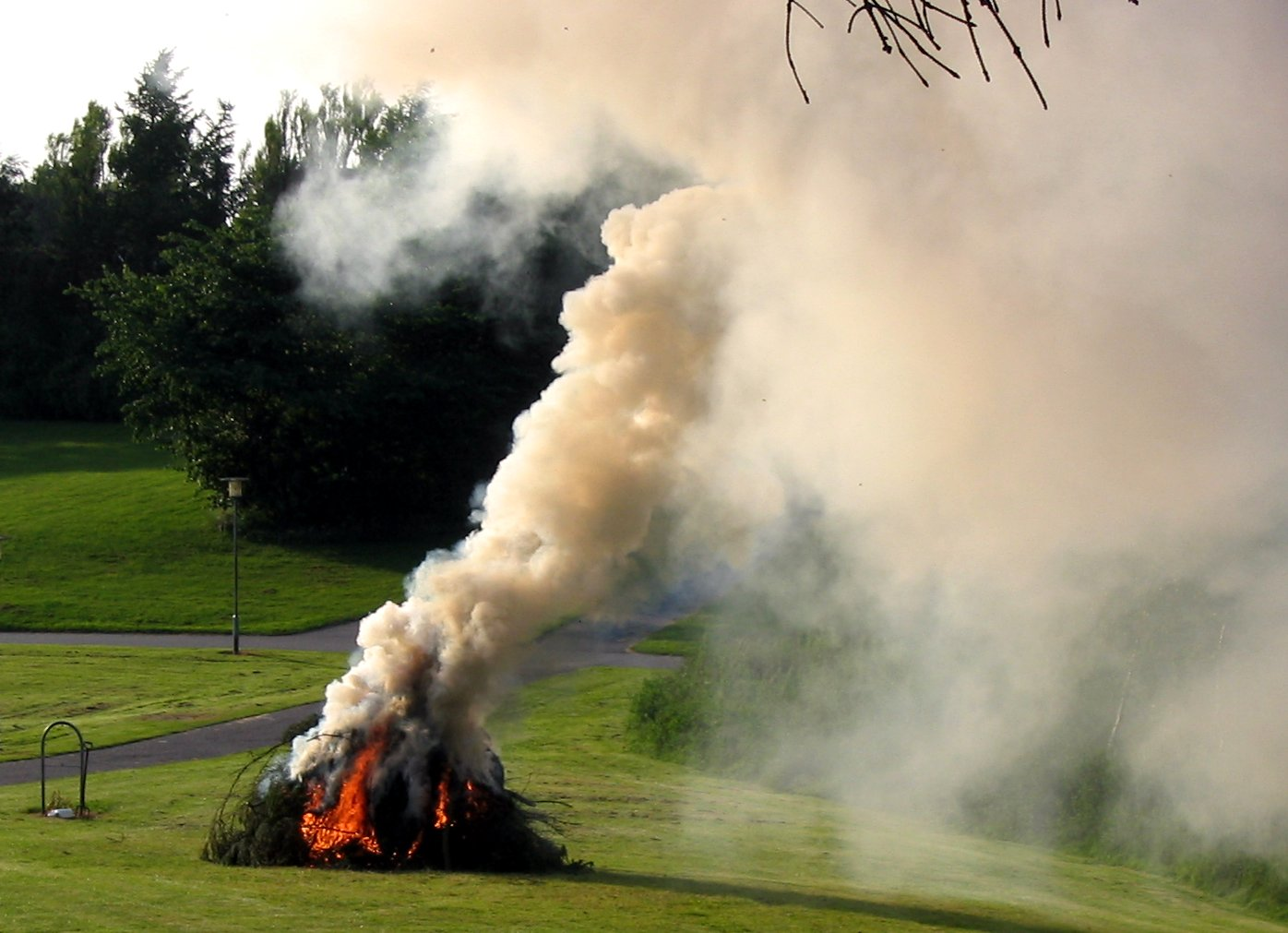
烟

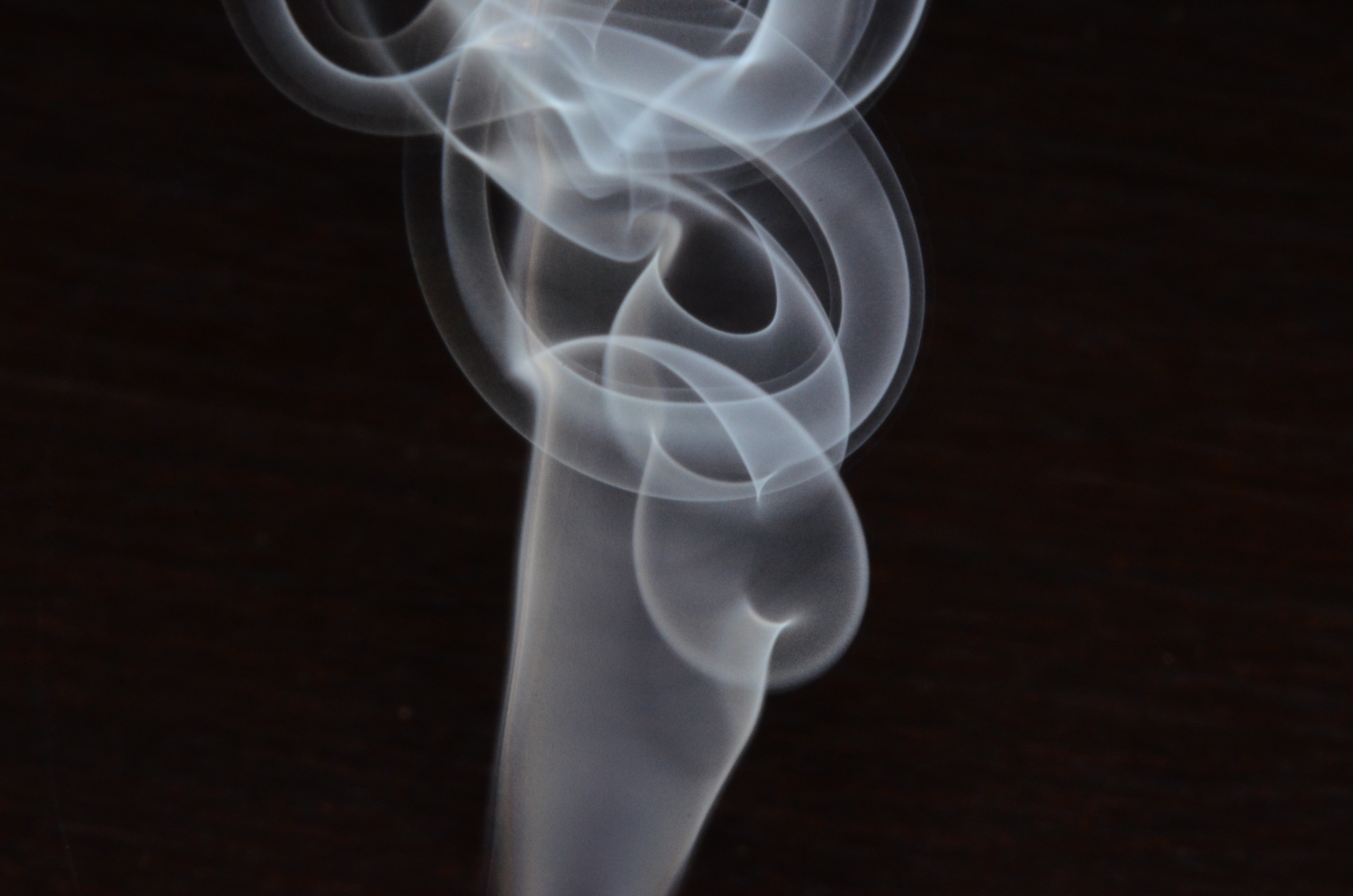
蜡烛熄灭后产生的烟

早在十五世纪，列奥纳多·达·芬奇就对烟雾度量之难长篇大论并加以区分，当时认为黑烟含碳，而白烟不过是无害的水汽。
从供热源产生的烟雾通常用如下方式度量：
管线捕捉（In-line capture）烟雾样本通过滤芯并前后称重。这是最简单也是最精准的方法，但只能测量浓度不大的烟雾，因为滤芯很容易被堵塞。ASTM烟泵是最简单常用的管线捕捉方式，对烟雾体积的测量由滤纸和暗点对比标准得出。
过滤/稀释风道（Filter/dilution tunnel）烟雾样本通过管道与空气稀释，之后混合物通过滤芯并称重。这是测量燃烧产烟的国际通用方法。
静电沉积法（Electrostatic precipitation）烟雾通过一组悬挂线路的金属棒。（巨大）的电势加载在金属棒和线路上，烟尘颗粒会负有电荷而吸附在金属棒上。这种方式可能因吸附其它无害杂质而高估，或没有吸附到烟尘颗粒而低估。不过，对于烟雾量过大而难以通过滤芯的情况来说还是很有用的，如烟煤。
林格尔曼浊度计（Ringelmann scale）测试烟雾颜色。1888年，马克西米兰·林格尔曼教授在巴黎发明这一方法，大体上通过黑色、白色和灰色的方形卡片来对比烟雾，分0（白色）到5（黑色）不等。这很大程度上取决于光照和测试者技能。不过，这一方式简便易行，成为许多国家标准。
光学散射（Optical scattering）一束光线射入烟雾。将光线探测器放置在一定角度上，通常是直角，以便接收从颗粒反射出来的光。当烟雾颗粒浓厚时，接收到的光也就越多。
光线阻碍（Optical obscuration）一束光线射入烟雾，将光线探测器放置在对面。烟雾颗粒越浓厚则接收到的光就越少。
光学组合方式（Combined optical methods）使用各种专用光学烟雾测试仪器，如'浊度计'或'黑碳仪'，运用各种不同的光学方式，包括光线波长，加以运算来测试烟雾。据称这种方式可以分析不同种类的烟雾，可以推测他们的来源，但仍有争议。

## 医疗
历史上，人类常用药用植物烟熏来治病。波斯波利斯文献中波斯国王大流士大帝（公元前522至486年）前有两个香爐，烧骆驼逢和檀木。檀香被认为能够保护国王，排除邪恶和疾病。五大洲超过300种植物可以熏香治病。作为给药方式，熏香的重要之处在于简单便宜高效。更重要的是，熏香的烟能够削减颗粒体积至微小的颗粒，促进吸收。

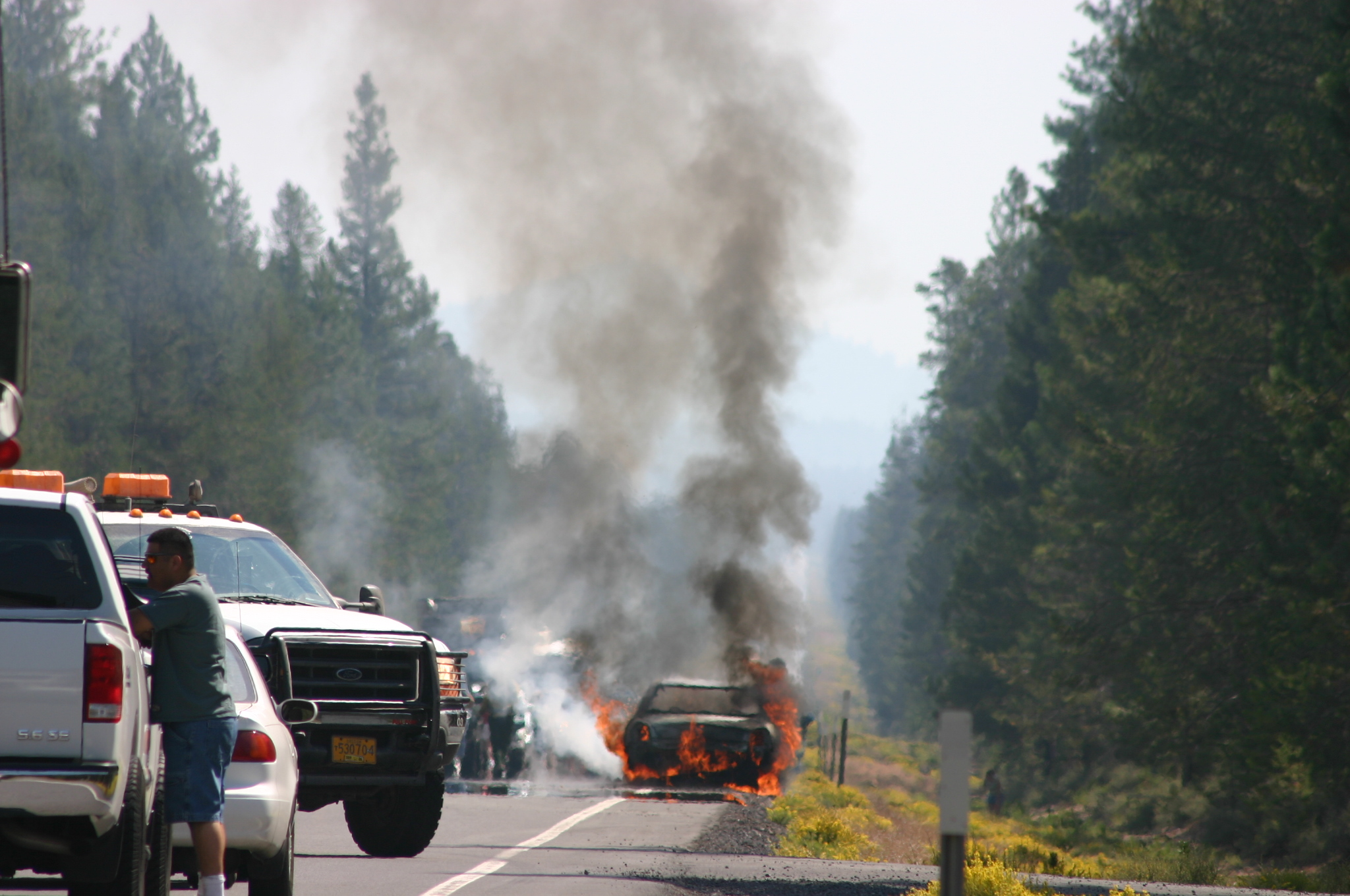
燃燒石油產品，如汽車著火，產生的煙是黑色的
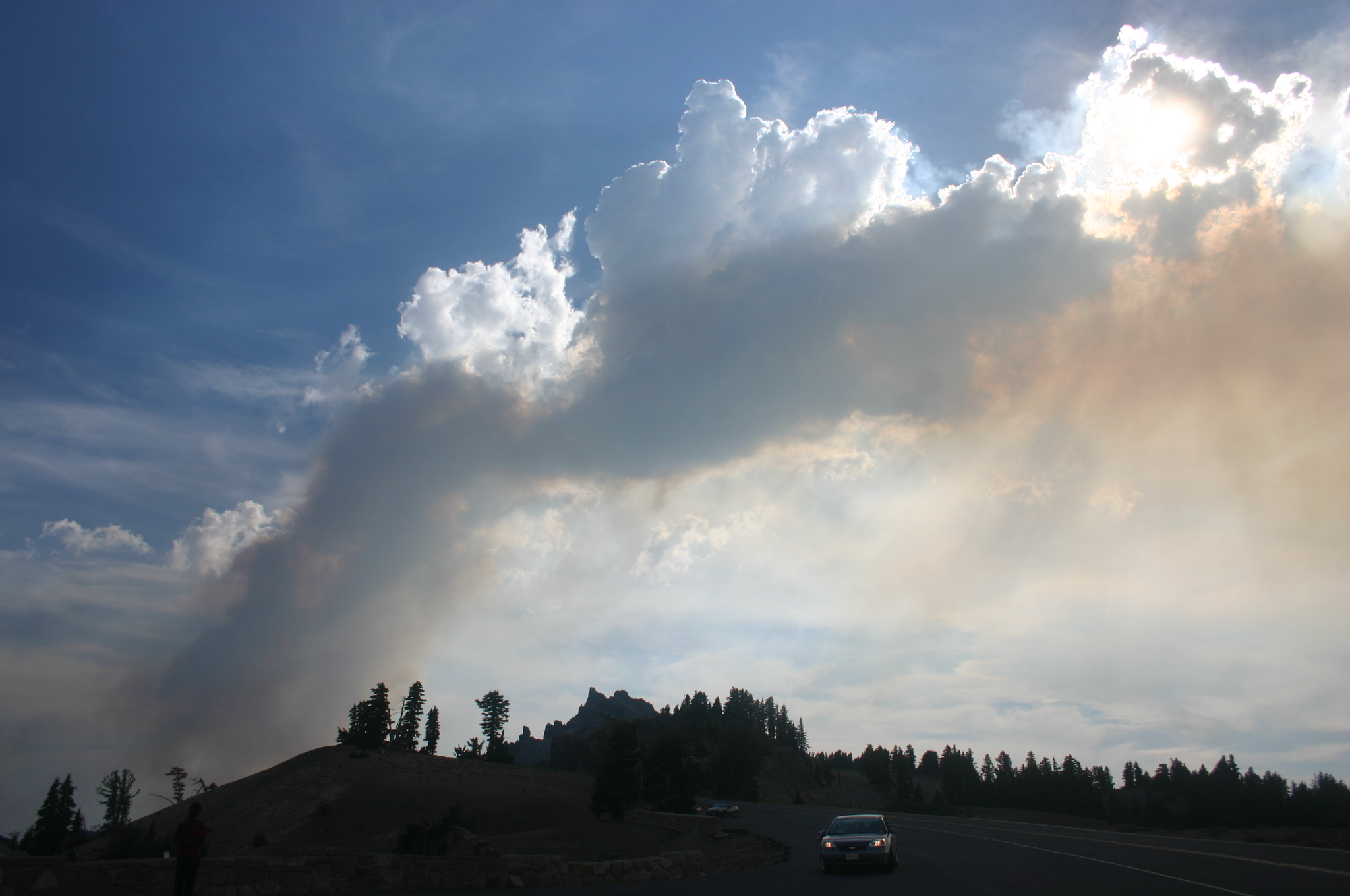
燃燒含水的木料，如發生山火，生成的煙是白色的

## 引述
1. ↑  Smoke Production and Properties （页面存档备份，存于） - SFPE Handbook of Fire Protection Engineering
2. ↑  Lee, C.C. . Government Institutes. 1 January 2005: 528  [22 July 2014]. ISBN 9780865878488.
3. ↑  Carlone, Nancy. . Burlington, Massachusetts: Jones & Bartlett Learning. 2009: 20–28  [22 July 2014]. ISBN 9781284053845.
4. 1 2  Mauseth, James D. . Burlington, Massachusetts: Jones & Bartlett Learning. 1991: 234  [22 July 2014]. ISBN 9780030938931.
5. 1 2 3  Reuter, M.A.; Boin, U.M.J.; Schaik, A. van; Verhoef, E.; Heiskanen, K.; Yang, Yongxiang; Georgalli, G. . Amsterdam: Elsevier. 2 November 2005  [22 July 2014]. ISBN 9780080457925.
6. 1 2 3  Fardell, P.J. . iSmithers Rapra Publishing. 1 January 1993  [22 July 2014]. ISBN 978-1-85957-001-2.
7. 1 2 3  National Research Council (U.S.). Task Force on Flammability, Smoke, Toxicity and Corrosive Gases of Electric Cable Materials. . National Academies. 1978: 107–  [14 June 2012]. NAP:15488. （原始内容存档于2021-02-16）.
8. ↑  Moldoveanu, S.C. . Elsevier. 11 November 1998: 152, 428  [2014-11-20]. ISBN 9780444822031.
9. ↑  Moldoveanu, Serban. . Elsevier. 16 September 2009: 643  [2014-11-20]. ISBN 0444531130.
10. ↑  Staff writer. . Heywood and Co. 1892: 8  [2014-11-20]. ISBN 1409701697.
11. ↑  Fire, Frank L. . Fire Engineering Books. 2009: 129  [2014-11-20]. ISBN 978-0912212111.
12. ↑  Oldfield, F.; Tolonen, K. & Thompson, R. . Ambio. 1981, 10 (4): 185. JSTOR 4312673.
13. ↑  Lanci, L.; Kent, D. V. . Geophys. Res. Lett. 2006, 33 (13): L13308  [2017-06-08]. Bibcode:2006GeoRL..3313308L. doi:10.1029/2006GL026480. （原始内容存档于2012-09-28）.
14. ↑  Suavet, C.; Gattacceca, J.; Rochette, P.; Perchiazzi, N.; Folco, L.; Duprat, J.; Harvey, R. P. . J. Geophys. Res. 2009, 114: B04102  [2017-06-08]. Bibcode:2009JGRB..11404102S. doi:10.1029/2008JB005831. （原始内容存档于2012-09-28）.
15. 1 2 3  Mark, James E. . Springer. 2006  [2017-06-19]. ISBN 0-387-31235-8. （原始内容存档于2021-02-16）.
16. ↑  . Wrapair.org.   [2010-02-19]. （原始内容存档于2017-07-26）.
17. ↑  Krevelen, D.W. van; Nijenhuis, Klaas te. . Elsevier. 2009: 864  [2017-06-12]. ISBN 0-08-054819-9. （原始内容存档于2021-02-16）.
18. ↑  Pope III, C. Arden;  et al. . Environ Health Perspect. November 2011, 119 (11): 1617. PMC 3226505 . PMID 21768054. doi:10.1289/ehp.1103639.
19. ↑  St Cyr, MD, Richard. . My Health Beijing.   [16 September 2015]. （原始内容存档于2021-02-16）.
20. ↑  Cupitt, Larry T.;  et al. . Environ Health Perspect. October 1994, 102 (Suppl 4): 80–83. PMC 1566933 . PMID 7529707. doi:10.1289/ehp.94102s475.
21. ↑  General, Surgeon.  (PDF). U.S. Department of Health and Human Services, Centers for Disease Control and Prevention, National Center for Chronic Disease Prevention and Health Promotion, Office on Smoking and Health.   [2017-02-27]. （原始内容 (PDF)存档于2017-02-01）.
22. ↑  . American Cancer Society.   [2011-01-11]. （原始内容存档于2017-01-07）.
23. ↑  .   [2017-06-15]. （原始内容存档于2013-08-29）.
24. ↑  Ronald C. Lasky, Ronald Lasky, Ulf L. Österberg, Daniel P. Stigliani. . Academic Press. 1995: 43  [2017-06-19]. ISBN 0-12-437160-4. （原始内容存档于2021-02-16）.
25. ↑  Sorensen, Roy. . Oxford University Press. 2016: 89  [15 March 2017]. ISBN 978-0190468637. （原始内容存档于2021-02-16）.
26. ↑  Watson, Donna S. . Amsterdam, Netherlands: Elsevier Health Sciences. 8 March 2010  [23 August 2014]. ISBN 978-0-323-06985-4.
27. ↑  National Academies.  (报告). National Academies: 4. 1 January 1983  [23 August 2014]. （原始内容存档于2021-02-16）.
28. ↑  Harrison & others, Roy M. . Atmospheric Environment. 26 August 2013, 80: 540–548  [20 March 2015]. Bibcode:2013AtmEn..80..540H. doi:10.1016/j.atmosenv.2013.08.026. （原始内容存档于2018-12-13）.
29. ↑  Mohagheghzadeh, Abdolali; Faridi, Pouya; Shams-Ardakani, Mohammadreza; Ghasemi, Younes. . Journal of Ethnopharmacology. 2006, 108 (2): 161–84. PMID 17030480. doi:10.1016/j.jep.2006.09.005.

## 外部連結
- 烽火戲諸侯的典故 （页面存档备份，存于）
- Burning Issues wood smoke Site （页面存档备份，存于）
- Shedding new light on wood smoke （页面存档备份，存于）

## 延伸阅读
[在维基数据编辑]
 《欽定古今圖書集成·曆象彙編·乾象典·煙部》，出自陈梦雷《古今圖書集成》